# 塔什干火车头足球俱乐部
塔什干火车头足球俱乐部  是乌兹别克斯坦的职业足球俱乐部，属于最高级别联赛的参赛球队，球队位于首都塔什干，俱乐部成立于2002年。

## 榮譽
烏茲別克超級足球聯賽
- 冠軍： 2016、2017、2018

烏茲別克 Pro League
- 冠軍： 2011

烏茲別克盃
- 冠軍：  2014、2016、2017

烏茲別克超級盃
- 冠軍：  2015、2019

## 外部連結
- PFC塔什干火車頭官方網站 （页面存档备份，存于） （俄語和烏茲別克語）
- PFC Lokomotiv Tashkent Supporters
- PFC Lokomotiv Tashkent – soccerway （页面存档备份，存于）
- PFC Lokomotiv Tashkent – pfl.uz （页面存档备份，存于）
- Weltfussballarchiv （页面存档备份，存于）